# Зоненко Андрій Тимофійович
Андрій Тимофійович Зоненко (нар. 15 червня 1923, село Октябрське, тепер село Шахове Добропільського району Донецької області — 1997, місто Київ) — український радянський діяч, партійний журналіст. Депутат Верховної Ради УРСР 9—11-го скликань. Кандидат у члени ЦК КПУ в 1976—1990 р.

## Біографія
Народився в селянській родині.
У 1941—1948 роках — у Червоній армії: курсант військової авіаційної школи, авіаційний механік винищувального полку і авіаційних майстерень. Учасник німецько-радянської війни.
Член ВКП(б) з 1945 року.
У 1948—1951 роках — консультант партійного кабінету, інструктор Дружківського міського комітету КП(б)У Сталінської області.
Закінчив Слов'янський вчительський інститут Сталінської області.
У 1951—1968 роках — на журналістській роботі в Сталінській області: відповідальний секретар міської газети «Дружковский рабочий» (місто Дружківка), редактор районної газет «Социалистическая Родина» (місто Харцизьк), редактор міської газети «Приазовский рабочий» (місто Жданов).
Закінчив заочно Український поліграфічний інститут імені Федорова у Львові.
У 1968—1970 роках — редактор обласної газети «Радянська Донеччина».
У 1970—1975 роках — редактор обласної газети «Социалистический Донбасс». Був головою бюро Донецької обласної спілки журналістів.
У 1975—1991 роках — відповідальний редактор газети ЦК КПУ «Правда Украины». Був головою Київської міської спілки журналістів.
Потім — на пенсії в Києві.

## Нагороди
- орден Жовтневої Революції (26.01.1988)
- орден Трудового Червоного Прапора
- медаль «За трудову відзнаку» (4.05.1962)
- медалі
- заслужений журналіст Української РСР